# پیوه دی ساکو
پیُوه دی ساکو (به ایتالیایی: Piove di Sacco) یک کومونه در ایتالیا است که در استان پادووا واقع شده‌است. پیوه دی ساکو ۳۵٫۶ کیلومتر مربع مساحت و ۱۸٬۰۱۹ نفر جمعیت دارد.